# Rhinobatos salalah
Rhinobatos salalah es una especie de peces de la familia Rhinobatidae en el orden de los Rajiformes.

## Morfología
Pueden llegar alcanzar los 54 cm de longitud total.

## Reproducción
Es ovíparo.

## Distribución geográfica
Se encuentra en las costas de Omán.